# Lloyd Fredendall
Lloyd Fredendall (28. december 1883 – 4. oktober 1963) var en amerikansk general under 2. verdenskrig.

## Nordafrika
Generalmajor Fredendall er bedst kendt for at have haft kommandoen over II korps under landgangen i Nordafrika, Operation Torch, og under de tidlige faser af felttoget i Tunesien. I februar 1943 blev hans styrker besejret af den tyske generalfeltmarskal Erwin Rommel i Slaget ved Kasserine Passet. Dette bidrog til, at Fredendall blev afskediget og erstattet af George Patton i marts 1943. Fredendall blev generelt anset for hverken elskelig eller kompetent.

Fredendall blev engang beskrevet af den amerikanske general Lucian K. Truscott som 
"Lille af statur, høj og rå i tale, han var åbenhjertig i sine holdninger og kritisk overfor såvel overordnede som underordnede. Han havde let ved at drage forhastede konklusioner, som ikke altid var velbegrundede. Han forlod sjældent sin kommandopost for at besøge enheder eller rekognoscere, men han var ikke god til at lytte til forslag fra underordnede, som var mere kendt med terrænet og omstændighederne end han selv.
Fredendalls britiske overordnede, generalløjtnant Kenneth Anderson, anså ham for at være inkompetent længe før nederlaget ved Kasserine. Fredendall havde en vane med at udstede ordrer i sit eget slangsprog, såsom at omtale infanterienheder som "gådrenge" eller artilleri som "knaldkanoner". I stedet for at bruge standard militære kortreferencer brugte han forvirrende koder såsom "stedet, der begynder med C". Det førte ofte til forvirring blandt hans underordnede, og kostbar tid gik tabt i forsøg på at finde ud af, hvad han mente.
Før slaget ved Kasserine brugte Fredendall et ingeniørkompagni til at bygge et stort, nedgravet korpshovedkvarter 110 km bag fronten. General Omar Bradley kaldte det "en skamplet for enhver amerikansk soldat". Han delte enheder op og spredte dem over store områder, ofte så langt væk, at de ikke gensidigt kunne understøtte hinanden, eller til at kunne få støtte fra artilleriet, der var amerikanernes stærkeste våben.
Efter slaget ved Kasserine-Passet besøgte general Dwight D. Eisenhower hovedkvarteret for 2. korps den 5. marts 1943 og konfererede med Bradley. Eisenhower spurgte "Hvad mener du om ledelsen her?". Bradleys svar "Den er temmelig dårlig. Jeg har talt med alle divisionskommandørerne, og de har alle mistet troen på Fredendalls evner som korpskommandør". Den 6. marts 1943 udpegede Eisenhower general George Patton til at erstatte Fredendall.
Fredendall tilbragte resten af krigen med træningsopgaver i De Forenede Stater.
Den amerikanske historiker (og tidligere officer i hæren) Carlo d'Este har beskrevet Fredendall som "...en af de mest kluntede, højtrangerende officerer, der blev betroet en høj post under 2. verdenskrig". Kommandøren for 2. pansrede division Ernest Harmon kaldte i sin rapport efter slaget ved Kasserine Fredendall for "a son of a bitch" og sagde senere, at han både var en moralsk og fysisk kujon.

## Karriere
- 1936-1938 Kommanderende Officer 57th Regiment, Filippinerne
- 1938-1939 Næstkommanderende for Chief of Infantry
- 1940-1941 Kommanderende general 4. Division
- 1941-1943 Kommanderende general II korps
- 1942 Kommanderende general Central Task Force, Operation Torch, Nordafrika
- 1943 Kommanderende XI Korps
- 1943 Vicekommanderende general 2. US Arme
- 1943-1946 Kommanderende general 2. US Arme
- 1943-1946 General Officer Commander in Chief Central Defense Command
- 1946 Afgået

## Yderligere læsning
- Rick Atkinson (2002). An Army at Dawn. ISBN 0-8050-6288-2.

## Eksterne links
- Command Failures Arkiveret 25. juli 2008 hos  Wayback Machine, Steven L. Ossad (fra findarticles.com)